# Охриц, Лидия Егоровна
Ли́дия Его́ровна О́хриц (до 1965 — Алекса́ндрова) (р. 5 марта 1943  - у. 2 января 2024 ) — советская волейболистка, тренер. Игрок сборной СССР (1963). Чемпионка Европы 1963, двукратная чемпионка СССР. Связующая. Мастер спорта СССР (1963). 

## Биография
Выступала за команду «Локомотив» (Москва). В её составе: серебряный (1960, 1965, 1971) и бронзовый (1970) призёр чемпионатов СССР, В составе сборной Москвы дважды становилась победителем Спартакиады народов СССР и чемпионкой СССР (1963, 1967).
В составе сборной СССР в 1963 году стала чемпионкой Европы.
После окончания игровой карьеры работает тренером в СДЮШОР № 111 Зеленограда. В настоящее тренирует сборную команду города среди девушек.
В 1999 году награждена медалью ордена «За заслуги перед Отечеством» II степени. 